# American Guild for German Cultural Freedom
Die American Guild for German Cultural Freedom Inc. (Amerikanischer Bund fuer Freie Deutsche Kultur) war eine im April 1935 von Hubertus Prinz zu Löwenstein gegründete Hilfsorganisation zugunsten der mit ihr verbundenen Deutschen Akademie der Künste und Wissenschaften im Exil, die bis zum Dezember 1940 vor dem Nazi-Regime geflüchteten Intellektuellen in den USA eine Perspektive für eine physische und berufliche Existenz bot und mitunter Leben rettete durch die Beschaffung von Bürgschaften, Visa und Schiffspassagen. Neben Prinz Löwenstein waren die wichtigsten Personen Richard A. Bermann, Thomas Mann und Oswald Garrison Villard, Sr.

## Unzensiertes Schreiben mit amerikanischer Förderung
Schon in den Vormonaten hatte Prinz Löwenstein die Gründung einer „Heimstatt deutscher Kultur“ vorbereitet, ein Projekt, das am 4. April 1935 konkrete Formen annahm, indem er und fünf amerikanische Bürger – George N. Shuster, Freda Kirchwey, Samuel R. Wachtell, Horace M. Kallen und Emil Lengyel – die amtliche New Yorker Eintragungsurkunde der American Guild for German Cultural Freedom unterzeichneten. Nicht Unterzeichner, jedoch unentbehrlicher Unterstützer (später Schatzmeister) war Oswald G. Villard, der Verleger der liberalen Wochenschrift The Nation. Vom Vorstand zum Präsidenten gewählt wurde Wilbur L. Cross, der Gouverneur des Bundesstaates Connecticut. Zu den Zielen gehörte, deutschen Schriftstellern, Wissenschaftlern und Künstlern ein Medium zur Verfügung zu stellen, durch das sie sich unzensiert ausdrücken konnten, die Veröffentlichung der Werke deutscher Schriftsteller ebenso zu fördern wie die Produktion von deren Bühnenstücken und Filmen und der Rassentheorie der NSDAP entgegenzutreten – Unterstützer dieser Partei und deren Mitglieder waren ausgeschlossen.
Nun ging es darum, eine große Öffentlichkeit zu erreichen, die beste Wirkung versprach eine Idee Willi Münzenbergs, der Prinz Löwenstein an seinen „Adjutanten“ Otto Katz nach Hollywood vermittelte. Dessen Freunde organisierten im Frühjahr 1936 Soireen „Für die Opfer des Nazismus“, bei einer ebensolchen sprach am 26. April Prinz Löwenstein und wies auf die elfhundert Professoren, Wissenschaftler, Schauspieler und Künstler hin, die Deutschland hatten verlassen müssen, sowie die fünftausend Todesopfer von drei Jahren Naziherrschaft. Das Ergebnis dieses Fundraising-Dinners machte es der American Guild möglich, mit der praktischen Arbeit zu beginnen. Unabhängig davon entstand bei dieser Gelegenheit gleichzeitig in Hollywood die Anti-Nazi League. In Los Angeles gab es am 23. September 1936 ein Gründungskonzert mit dem von Otto Klemperer dirigierten Philharmonic Orchestra, musikalisch und gesellschaftlich ein Erfolg, finanziell jedoch ein Reinfall.

## Bekanntmachung in Europa
Nachdem die Ziele in einem Programm niedergeschrieben und als „Plan of Action“ im April 1936 in New York veröffentlicht worden waren, konnte Peter de Mendelssohn darangehen, jene in einer „Denkschrift über die Begründung einer Deutschen Akademie in New York“ zu erläutern und den aufwändig gedruckten Text in einer sechs Wochen dauernden, durch halb Europa führenden Rundreise den bekanntesten exilierten Schriftstellern, Künstlern und Wissenschaftlern zukommen zu lassen. Unter anderem wies er hin auf das Ziel, bedürftigen Kräften Stipendien zu gewähren, mit denen sie ihre Arbeit würden fortsetzen können, und zwecks Sicherung eines dauerhaften Publikums für ihre Werke, die Gründung von Buchgemeinschaften zu fördern. Der Mühe Lohn war die Gewinnung Thomas Manns für die Idee der Deutschen Akademie. Die Sympathie, die er jener entgegenbrachte, begründete er am 12. Dezember 1936 in der New York Times. Die Präsidentschaft der Akademie wurde Thomas Mann für seine Disziplin übertragen, für die Gruppe der Wissenschaftler übernahm das Amt Sigmund Freud. Prinz Löwenstein reiste im Frühjahr 1937 nach Europa und gab auf dem XV. Internationalen PEN-Kongress in Paris im Juni die vollzogene Gründung der Akademie bekannt. Die ersten Monate der Guild waren durchaus geprägt von finanziellen Engpässen, bis durch die intensiven Bemühungen Oswald G. Villards so viel Geld zur Verfügung stand, dass im Januar 1938 die ersten zwölf Stipendien und zwei Druckkosten-Zuschüsse beschlossen werden konnten. Vergeben werden konnte auch ein Literaturpreis in Höhe von insgesamt 4520 Dollar, gestiftet neben anderen vom amerikanischen Verlagshaus Little, Brown & Co. Bis zum 1. Oktober 1938 gingen zu diesem 136 den formalen Kriterien entsprechende Manuskripte ein.

## Illusorische Vorstellungen über US-Visa
Der Einmarsch der deutschen Wehrmacht nach Österreich am 12. März 1938 brachte erneut eine Fluchtwelle in Gang. Richard A. Bermann vertrat in Wien die Guild in Europa und war besonders gefährdet, da in Paris Das Neue Tage-Buch – eine Emigrantenzeitschrift – seine Adresse bekanntgegeben hatte. Mit einer 500-Dollar-Überweisung der Guild förderte er die Flucht von Kollegen und entging zuletzt knapp einer Festsetzung. Damit war die Guild zwar von ihrem Grundsatz abgewichen, Autoren nur Hilfe zur Selbsthilfe zu leisten, man blieb aber dabei, Hilfe bei der Einreise in die USA nicht zu leisten, sondern Personen an die auf solche Hilfeleistungen spezialisierten Organisationen weiterzuleiten. Über die Einwanderungspraxis der USA hatten viele zur Emigration Entschlossene keine klaren Vorstellungen. Sie mussten von der Guild dann erfahren, dass es bei der amerikanischen Visabehörde eine deutsche Quote gab und jene für zwei Jahre erschöpft war – auch Personen mit einem „Affidavit“ mussten warten.
Da die Zuständigkeit zwischen dem „General Secretary“ und der „Executive Secretary“ nicht klar aufgeteilt war, kam es 1938 zu Spannungen zwischen Prinz Löwenstein und Sarah F. Brandes, die schließlich zurücktrat. Aber es war auch das Jahr, in dem Sigmund Freud das ihm angetragene nominelle Präsidium annahm. 1938 waren 67 Schriftsteller und Wissenschaftler Stipendiaten der Guild und erhielten im Schnitt pro Monat einen Betrag von 31 Dollar. Die Finanzlage war aber so, von November an keine Stipendien mehr verteilen zu können – die Vernachlässigung von Fundraising-dienlicher Öffentlichkeitsarbeit wirkte sich aus. Einerseits hatten die Novemberpogrome mit der Auslösung einer jüdischen Massenflucht den Effekt, dass bevorzugt an andere Organisationen gespendet wurde, andererseits führten neue Bemühungen um Sponsoren zu dem Erfolg, Anfang 1939 wieder Stipendien vergeben zu können. Die Stipendiaten wurden angehalten, die Unterstützung durch die Guild in ihren Werken zu erwähnen. Bertolt Brecht war einer der Wenigen, die sich daran hielten, so in seinen Svendborger Gedichten:
„Das Buch ist herausgegeben unter dem Patronat der Diderot-Gesellschaft und der American Guild for German Cultural Freedom.“

## Ein „Literarischer Wettbewerb“ wird zur „Affäre“
Im Frühjahr 1939 gründete Löwenstein zur Guild als Parallel-Organisation The Arden Society for Artists and Writers Exiled in England. Sie konnte Erfolge bei der Rettung von Intellektuellen aus der nun vollständig besetzten Tschechoslowakei verbuchen. Die Aktivitäten der Arden Society waren jedoch nur von kurzer Dauer, eben bis zum Ausbruch des Zweiten Weltkriegs, ab September wurden auch von der Guild keine Stipendien mehr ausgezahlt. Unterdessen waren mit dem „Literarischen Wettbewerb“ unerwartete Probleme aufgetreten: Da die Juroren auf die USA und diverse europäische Länder verteilt lebten, konnten die Manuskripte nicht von einem zum andern weitergereicht werden. Eine Vorauswahl zu treffen, oblag nun Richard A. Bermann, schließlich wurden 31 Titel allen fünf Preisrichtern vorgelegt, sechs davon mit der Einstufung „First Category“ (erste Wahl). Den Preis gewann der Roman Es ist später, denn ihr wißt (bzw. Winter in Schweden) von Arnold Bender, allerdings hatte die Guild es versäumt, vor der Entscheidung das Buch auf seine Marktchancen in den USA hin zu prüfen, für Little, Brown & Co. waren solche nicht zu erkennen, der Wettbewerb damit gescheitert. Da die teilnehmenden Autoren nicht an anderer Stelle das eingereichte Werk hatten anbieten dürfen, solange der „Wettbewerb“ lief, war die Verärgerung groß, und der Vorgang ging als „Affäre der American Guild“ durch die Presse. Am Ende erhielt Bender die Hälfte der ursprünglich für den Gewinner vorgesehenen 2500 Dollar, der beteiligte britische Verlag Collins druckte sein Buch 1943 mit dem Titel The Farm by the Lake.

## Lebertran und Literatur – Löwensteins Ausrutscher
Hohe Wogen schlug als Nächstes ein Artikel Löwensteins in der New Yorker Staatszeitung und Herold vom 17. März 1940, in dem er Pläne der West-Alliierten, Deutschland in Einzelstaaten zu zerlegen, kritisierte. Er wandte sich auch gegen jede Form von Lebensmittelblockade, war er selbst nach 1918 doch auf „Quaker-Frühstücke“ angewiesen, um zu überleben. Es hagelte nun Kritik. Klaus Mann fragte, wie man für ein „Dreiviertels-Nazi-Blatt“ schreiben könne, Julius Epstein vertrat im Neuen Tage-Buch die Meinung, man könne „nicht das Kriegs-Mittel der Blockade bekämpfen, ohne im Effekt zum Agenten Hitlers zu werden“. Leopold Schwarzschild polemisierte, dass „einige Wochen nach dem Stalin-Hitlerpakt“ beim literarischen Wettbewerb „den Arrangeuren plötzlich das Interesse − weshalb? − verloren gegangen war“, und wollte in der „Pseudo-Assoziation“ American Guild nur noch „Stalianer“ sehen, die „bis Herbst 1939 unter die Antihitleristen eingenistet“ wurden. Thomas Mann trat aus der Guild aus und ließ diesen Schritt durch seine Tochter Erika Mann dem Vorstand („Board of Directors“) erläutern. Jener forderte den Nobelpreisträger zum Bleiben auf und wünschte die Zusammenarbeit mit Löwenstein zu beenden. Löwenstein erklärte seinen Verzicht auf die Ämter des Generalsekretärs und Direktors der Guild, sein Sekretär Volkmar von Zühlsdorff verblieb in seiner Position eines „Acting Secretary“.

## Vom Ende in New York zum deutschen Neuanfang
Nach der Niederlage Frankreichs setzte bei der Guild ein Umdenken ein. Es galt nun in erster Linie, gefährdete Intellektuelle aus den französischen Internierungslagern (z. B. Le Vernet) herauszubekommen und einer Auslieferung, wie für Einzelne im Waffenstillstandsvertrag vom 27. Juni 1940 festgelegt, vorzubeugen. Wieder in Zusammenarbeit mit Löwenstein konnten hunderte Gefährdete gerettet werden.
Mit Europa im Krieg war an eine Veröffentlichung deutscher Bücher nicht mehr zu denken. Da auch Mittel für ein helfendes Eingreifen nicht länger aufzubringen waren, wurde die American Guild im Dezember 1940 ordnungsgemäß abgewickelt. Hubertus Prinz zu Löwenstein sah im Rückblick den Wert der Guild darin, mitgewirkt zu haben am Fortgang des geistigen und politischen Lebens im Exil, wodurch „sich die Wiedergeburt des kulturellen und nicht zuletzt des demokratischen Lebens nach 1945 so rasch vollziehen“ konnte. Das Archiv der Akademie und der American Guild for German Cultural Freedom – es enthält u. a. 968 Personenakten und 13946 Briefe – befindet sich im Besitz der Deutschen Nationalbibliothek.